# This Ain’t California
This Ain’t California ist ein fiktionaler Dokumentarfilm des Regisseurs Marten Persiel aus dem Jahr 2012. Er schildert die Geschichte dreier Jugendlicher um Denis „Panik“ Paraceck, die in der DDR bereits mit jungen Jahren das Rollbrett-Fahren für sich entdecken, immer weiter professionalisieren und schließlich ein Teil der internationalen Szene werden, bis sie sich nach dem Mauerfall 1989 aus den Augen verlieren.
Der Film wurde bei den Internationalen Filmfestspielen Berlin 2012 in der Kategorie Perspektive Deutsches Kino am 12. Februar 2012 uraufgeführt und ist am 16. August 2012 in die Kinos gekommen. Ein Teil des Filmes, unter anderem die Nullkopie, wurde mit Crowdfunding finanziert.

## Handlung
Rahmenhandlung des Films ist die Beerdigung der DDR-Rollbrettlegende Denis, bei der sich die Skater aus Ostberlin erstmals nach der Wende wieder treffen und in Interviews bei Lagerfeuer-Atmosphäre über ihre Vergangenheit als Rollbrettfahrer erzählen.
Die Handlung startet circa 1980, als sich der etwa 10 Jahre alte Leistungsschwimmer Denis in Magdeburg-Olvenstedt zwei seiner Nachbarskinder, Dirk und Nico, anschließt und mit ihnen Rollen von Rollschuhen an Bretter montiert, um mit diesen sehr dürftigen Rollbrettern sitzend wie stehend umherzufahren. Im Rollbrettfahren findet Denis einen Ausgleich zu seinem harten Schwimmtraining. Mit 15 Jahren beendet Denis seine Schwimmerkarriere.
Die DDR-Behörden werden auf die Szene in Berlin aufmerksam, überwachen sie und bieten ihre kontrollierende Unterstützung an. Auf dem Germina Speeder sollen Jugendliche trainiert werden. Sportlicher Höhepunkt der Skater-Clique ist die Teilnahme an der Euroskate ’88, einem internationalen Skater-Wettbewerb in Prag, bei dem die Gruppe die DDR repräsentieren soll und mit westdeutschen Skatern Bekanntschaft macht.
Da sie diesen ersten Kontakt nach Westdeutschland aufrechterhalten, schaffen sie es, neue Boards und Teile in ihr Land zu schmuggeln.
Der Film schließt letztendlich mit der figurativen Darstellung des Todes von Denis 2011 im Afghanistankrieg und einem kurzen Epilog, dargestellt durch eine der zahlreichen Animationen von Sasha Zivkovic.

## Hintergrund
Die Bilder des Films bestehen aus Super-8-Filmsequenzen, Interviews, Archivmaterial, z. B. Fernsehsendungen, einzelnen Animationen sowie nachgestellten Szenen.
Der Regisseur Marten Persiel nennt sein Werk selbst eine „dokumentarische Erzählung“.
Obwohl die zentrale Figur Denis Paraceck eine Fiktion ist, setzt sie sich aus Biografien realer Personen zusammen. Produzent Ronald Vietz erklärte die Mischung so: „Denis ist ein Mosaik aus verschiedenen Biografien, besonders stark sind die Anleihen von einem jungen Mann, der in Afghanistan war und den ich selbst getroffen habe. […] Die Jugend von Denis wiederum ist von einer anderen Person inspiriert. Denis ist also die verkörperte Skater-Community der DDR.“
Authentisch sind unter anderem die Bilder in der Veranstaltungshalle bei der Euroskate ’88 in Prag. Neben drei Schauspielern, die als fiktive Charaktere angebliche Weggefährten von „Denis“ darstellen, berichten auch bekannte Skater aus Ost- und Westdeutschland als echte Zeitzeugen über die damalige Skater-Szene.
Den jugendlichen Denis spielt der Skater Kai Hillebrand nach. Zudem wirken die Berliner Skater Lennie Burmeister, Juppie Diens, Valeri Rosomako (Vale) oder Carsten „Barney“ Benecker mit. Für die nachgestellten Super-8-Aufnahmen wurden Skater aus Berlin gecastet.
Das nachgestellte Interview mit Karl-Heinz Lindner, einem ehemaligen MfS-Mitarbeiter für Sportangelegenheiten, ist mit Originalzitaten aus den Stasi-Akten eines DDR-Skaters mit einem Schauspieler inszeniert worden.

## Rezeption
Für den Journalisten Ricardo Brunn sind erfundene Handlungsteile hier legitim, weil „mit dem Ende der DDR die Frage nach der Wirklichkeit und Richtigkeit des Gelebten gestellt wurde, diese gelebte Wirklichkeit erst entwertet und später neu erfunden wurde“.

„Dass der Film dabei manche Längen und Dopplungen hat, […] – geschenkt. Dass der Film den Zuschauer darüber im Unklaren lässt, was Dokumentar- und was Spielfilm ist […], ist für einen Film, der ein Dokumentarfilm sein soll, zumindest problematisch. Herausgekommen ist aber auch so ein äußerst humorvoller und berührender Film. Weil er die DDR eher nebenher zum Thema macht und weil der Film den ostdeutschen Sozialismus nicht mit erhobenem Zeigefinger verdammt, sondern ihm stattdessen ausreichend Platz gibt, sich in seiner bürokratischen Absurdität und spaßbefreiten Verkrampftheit lächerlich zu machen.“

## Auszeichnungen
- „Dialogue en perspective“, Berlinale 2012
- „Best Documentary“, [https://de.wikipedia.org/w/index.php?title=Wikipedia:Defekte_Weblinks&dwl=http://www.cannesfest.org/press4.htm Die nachstehende Seite ist nicht mehr abrufbar], festgestellt im Januar 2025. (Suche in Webarchiven.)  [http://www.cannesfest.org/press4.htm Cannes Independent Film Festival] 2012
- Special Jury Prize for Achievement in Directing, [https://de.wikipedia.org/w/index.php?title=Wikipedia:Defekte_Weblinks&dwl=http://www.nashvillefilmfestival.org/node/972 Die nachstehende Seite ist nicht mehr abrufbar], festgestellt im Januar 2025. (Suche in Webarchiven.)  [http://www.nashvillefilmfestival.org/node/972 Nashville Film Festival] 2012
- Nachwuchsförderpreis der DEFA-Stiftung, Filmkunstfest Mecklenburg-Vorpommern 2012
- Spezial Jury Prize, Lighthouse International Film Festival 2012
- Best Editing, [https://de.wikipedia.org/w/index.php?title=Wikipedia:Defekte_Weblinks&dwl=http://minneapolisundergroundfilmfestival.com/?page_id=2299 Die nachstehende Seite ist nicht mehr abrufbar], festgestellt im Januar 2025. (Suche in Webarchiven.)  [http://minneapolisundergroundfilmfestival.com/?page_id=2299 Minneapolis Underground Film Festival] 2012
- Best International Feature, Santa Fe Independent Film Festival 2012
- 2nd place Audience Award, Warsaw Film Festival 2012
- Best Documentary, Cockatoo Island Film Festival 2012
- Jury Award und Audience Award und Gewinner des "Prix Univerciné Inter-festivals", Univerciné Cinéma Allemand, Nantes 2012/13
- Best Original Screenplay und Best Director, International Skateboard Film Festival, LA 2012
- Prix de Public, Compétition Documentaires, Festival 2 Cinéma de Valenciennes 2013
- Best Docu-Fiction Film, Nord-Nordwest Surf Skate Film Fest Hamburg 2013
- Förderpreis Schnitt für Maxine Goedicke, Deutscher Kamerapreis 2013
- Special Jury Prize for Best Documentary, Mimpi Film Fest 2013